# Timatan
Timatan ist eine osttimoresische Aldeia im Suco Ritabou (Verwaltungsamt Maliana, Gemeinde Bobonaro). 2015 lebten in der Aldeia 363 Menschen.

## Geographie
Timatan liegt im Zentrum des gleichnamigen Suco, am Westufer des Bulobo (Buloho), einem Nebenfluss des Nunuras. Südöstlich liegt die Aldeia Ritabou, nördlich die Aldeias Uat, Samelaun und Diruaben und jenseits des Bulobo östlich die Aldeia Ritiudu. Im Südwesten grenzt Timatan an den Suco Raifun und im Nordosten der Suco Manapa.
Die Überlandstraße von der Gemeindehauptstadt Maliana nach Hatolia Vila führt durch die Aldeia. An der Straße liegt der Ort Timatan. Hier befinden sich die Kapelle Timatan und die Grundschule Ritabou.

## Politik
2023 wurde Adelino Loco zum Chefe de Aldeia gewählt.